# 樊尚·蒙塔博内尔
樊尚·蒙塔博内尔（法語：Vincent Montabonel，1977年3月29日—），法国男子赛艇运动员。他曾代表法国参加1998年世界赛艇锦标赛，搭档让-克里斯托夫·贝特获得男子轻量级双人单桨无舵手金牌。